# Den lidských práv

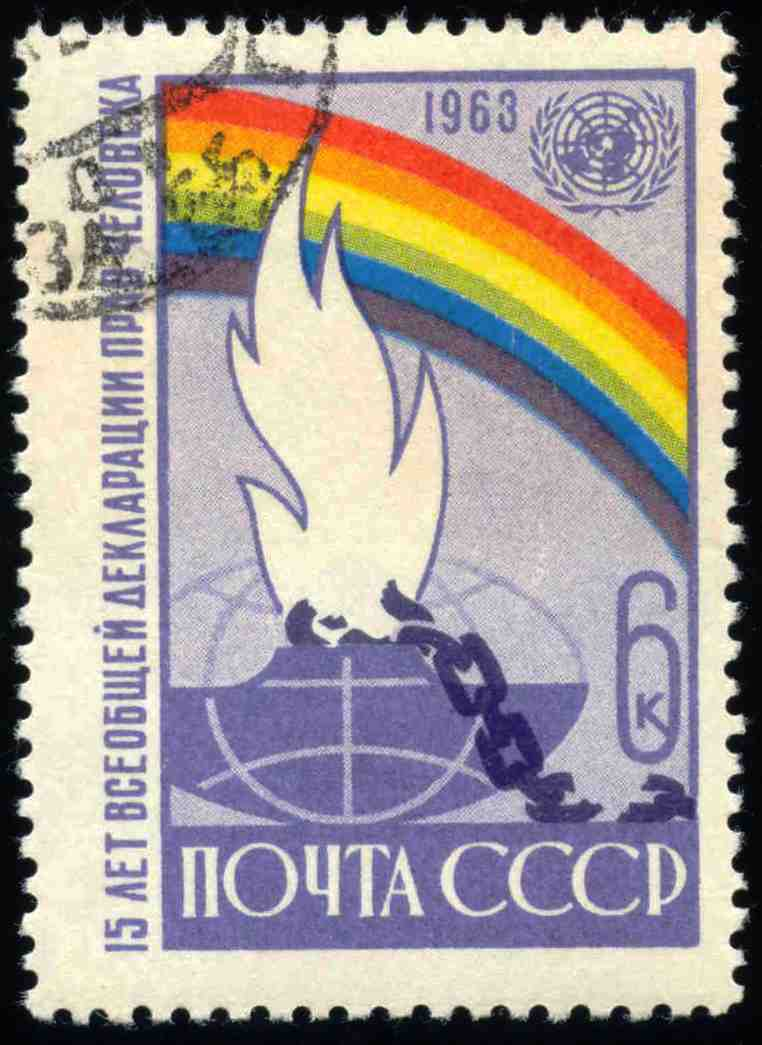
Sovětská poštovní známka z roku 1963, připomínající 15. výročí přijetí Všeobecné deklarace lidských práv

Den lidských práv (Human Rights Day) se slaví každoročně na celém světě dne 10. prosince, na počest přijetí Všeobecné deklarace lidských práv Valným shromážděním OSN v roce 1948.
Den se vyznačuje politickými konferencemi a setkáními, ale i kulturními akcemi a výstavami zabývajícími se problematikou a otázkami lidských práv. Kromě toho se tradičně 10. prosince uděluje Nobelova cena za mír a pětiletá Cena OSN na poli lidských práv. V České republice tento den slaví hlavně neziskové organizace (např. Amnesty International)
V tento den se po celém světě konají akce proti potlačování lidských práv.

## Historie
Den lidských práv byl ustaven dne 4. prosince 1950 na 317. plenárním zasedáním Valného shromáždění OSN rezolucí 423. Pro její přijetí bylo 48 států, 8 se zdrželo hlasování. Popularitu tohoto kroku dokazuje skutečnost, že pamětní poštovní známka Dne lidských práv vydaná Poštovní správou OSN roku 1952 obdržela cca 200 000 předběžných objednávek.
Roku 1983 se argentinský prezident Raúl Alfonsin rozhodl převzít úřad 10. prosince a ukončit tak dlouhodobou vojenskou diktaturu. Volba tohoto dne souvisela s porušováním lidských práv během diktatury. Zavedl tak tradici prezidentské inaugurace 10. prosince.
Roku 2011 vzniklo celosvětové Occupy movement, které začalo protestem Occupy Wall Street. Jako jedno z hesel tohoto hnutí se objevilo "My voice counts" ("Můj hlas se počítá"), Tento slogan se stal neoficiálním prvním sloganem oslav Dne lidských práv. Od roku 2014 má každý ročník Dnu lidských práv slogan.
| Rok  | Slogan                                                   | Česky                                                      |
| ---- | -------------------------------------------------------- | ---------------------------------------------------------- |
| 2014 | Human Rights 365                                         | Lidská práva 365 dní v roce                                |
| 2015 | Our Rights, Our Freedoms, Always                         | Naše práva, naše svobody, navždy                           |
| 2016 | "Stand up for someone's rights today!                    | Postavte se za něčí svobody právě dnes!                    |
| 2017 | Let's stand up for equality, justice and human dignity   | Postavme se za rovnost, spravedlnost a lidskou důstojnost! |
| 2018 | Stand up for the human rights!                           | Postavte se za lidská práva                                |
| 2019 | Youth Standing Up for Human Rights                       | Mladí se zasazují o lidská práva                           |
| 2020 | Recover Better - Stand Up for Human Rights               | Lepší zotavování - Postavte se za lidská práva             |
| 2021 | Equality - Reducing inequalities, advancing human rights | Rovnost – snižování nerovností, prosazování lidských práv  |
| 2022 | Dignity, Freedom and Justice for All                     | Důstojnost, svoboda a spravedlnost pro všechny             |
| 2023 | Freedom, Equality and Justice for All                    | Svoboda, rovnost a spravedlnost pro všechny                |

## Den lidských práv v Česku
10. prosince 1988 v Praze na Škroupově náměstí se uskutečnila první oficiálně povolená manifestace opozičních seskupení v období normalizace. Datum bylo vybráno právě kvůli Dni lidských práv. Přesně o rok později, 10. prosince 1989, jmenoval prezident Gustáv Husák Čalfovu „vládu národního porozumění“ a odstoupil z funkce prezidenta ČSSR.

## Zajímavosti
Shodou okolností 10. prosince 2006 zemřel Chilský diktátor Augusto Pinochet.